# ديف ميس
ديف ميس (بالإنجليزية: Dave Mays)‏ هو طبيب أسنان أمريكي، ولد في 20 يونيو 1949 في باين بلاف في الولايات المتحدة.

## وصلات خارجية
- ديف ميس على موقع مرجع كرة القدم المحترفة.كوم (الإنجليزية)